# Lista di asteroidi (630001-631000)
Di seguito una lista di asteroidi dal numero 630001  al 631000 con data di scoperta e scopritore.

## 630001–630100
| Nome   | Designazione provvisoria | Data di scoperta  | Scopritore                      |
| ------ | ------------------------ | ----------------- | ------------------------------- |
| 630001 | 2004 RC128               | 7 settembre 2004  | Spacewatch                      |
| 630002 | 2004 RU129               | 7 settembre 2004  | Spacewatch                      |
| 630003 | 2004 RR132               | 7 settembre 2004  | Spacewatch                      |
| 630004 | 2004 RR133               | 7 settembre 2004  | Spacewatch                      |
| 630005 | 2004 RT155               | 10 settembre 2004 | LINEAR                          |
| 630006 | 2004 RE169               | 8 settembre 2004  | NEAT                            |
| 630007 | 2004 RH202               | 11 settembre 2004 | Spacewatch                      |
| 630008 | 2004 RT212               | 11 settembre 2004 | LINEAR                          |
| 630009 | 2004 RJ239               | 10 settembre 2004 | Spacewatch                      |
| 630010 | 2004 RH240               | 22 settembre 1995 | Spacewatch                      |
| 630011 | 2004 RY256               | 9 settembre 2004  | LINEAR                          |
| 630012 | 2004 RG260               | 10 settembre 2004 | Spacewatch                      |
| 630013 | 2004 RV260               | 10 settembre 2004 | Spacewatch                      |
| 630014 | 2004 RL263               | 10 settembre 2004 | Spacewatch                      |
| 630015 | 2004 RD269               | 11 settembre 2004 | Spacewatch                      |
| 630016 | 2004 RP272               | 11 settembre 2004 | Spacewatch                      |
| 630017 | 2004 RW274               | 11 settembre 2004 | Spacewatch                      |
| 630018 | 2004 RV277               | 13 settembre 2004 | Spacewatch                      |
| 630019 | 2004 RP278               | 15 settembre 2004 | Spacewatch                      |
| 630020 | 2004 RU278               | 15 settembre 2004 | Spacewatch                      |
| 630021 | 2004 RA279               | 15 settembre 2004 | Spacewatch                      |
| 630022 | 2004 RC282               | 15 settembre 2004 | Spacewatch                      |
| 630023 | 2004 RS284               | 15 settembre 2004 | Spacewatch                      |
| 630024 | 2004 RA289               | 11 settembre 2004 | Spacewatch                      |
| 630025 | 2004 RG294               | 11 settembre 2004 | Spacewatch                      |
| 630026 | 2004 RL314               | 15 settembre 2004 | Spacewatch                      |
| 630027 | 2004 RK332               | 14 settembre 2004 | NEAT                            |
| 630028 | 2004 RM361               | 23 marzo 2012     | Mount Lemmon Survey             |
| 630029 | 2004 RO363               | 14 marzo 2012     | Mount Lemmon Survey             |
| 630030 | 2004 RP363               | 19 settembre 1995 | Spacewatch                      |
| 630031 | 2004 RQ364               | 16 ottobre 2009   | Mount Lemmon Survey             |
| 630032 | 2004 RF365               | 12 settembre 2004 | Spacewatch                      |
| 630033 | 2004 SB6                 | 17 settembre 2004 | Spacewatch                      |
| 630034 | 2004 SC36                | 17 settembre 2004 | Spacewatch                      |
| 630035 | 2004 SC64                | 12 settembre 2007 | Mount Lemmon Survey             |
| 630036 | 2004 SA65                | 23 settembre 2004 | Spacewatch                      |
| 630037 | 2004 SH65                | 24 settembre 2004 | Spacewatch                      |
| 630038 | 2004 TL9                 | 6 ottobre 2004    | G. R. Jones                     |
| 630039 | 2004 TF89                | 5 ottobre 2004    | Spacewatch                      |
| 630040 | 2004 TE101               | 28 aprile 2003    | Spacewatch                      |
| 630041 | 2004 TB157               | 6 ottobre 2004    | Spacewatch                      |
| 630042 | 2004 TM157               | 6 ottobre 2004    | Spacewatch                      |
| 630043 | 2004 TC188               | 7 ottobre 2004    | Spacewatch                      |
| 630044 | 2004 TA189               | 7 ottobre 2004    | Spacewatch                      |
| 630045 | 2004 TV199               | 7 ottobre 2004    | Spacewatch                      |
| 630046 | 2004 TE217               | 5 ottobre 2004    | Spacewatch                      |
| 630047 | 2004 TO235               | 4 ottobre 2004    | Spacewatch                      |
| 630048 | 2004 TN246               | 7 ottobre 2004    | Spacewatch                      |
| 630049 | 2004 TJ251               | 9 ottobre 2004    | Spacewatch                      |
| 630050 | 2004 TZ252               | 9 ottobre 2004    | Spacewatch                      |
| 630051 | 2004 TE257               | 5 settembre 1999  | Spacewatch                      |
| 630052 | 2004 TE260               | 7 ottobre 2004    | LINEAR                          |
| 630053 | 2004 TQ269               | 9 ottobre 2004    | Spacewatch                      |
| 630054 | 2004 TW270               | 9 ottobre 2004    | Spacewatch                      |
| 630055 | 2004 TB330               | 9 ottobre 2004    | Spacewatch                      |
| 630056 | 2004 TZ350               | 10 ottobre 2004   | Spacewatch                      |
| 630057 | 2004 TB360               | 10 ottobre 2004   | Spacewatch                      |
| 630058 | 2004 TD372               | 14 aprile 2007    | Mount Lemmon Survey             |
| 630059 | 2004 TE372               | 7 ottobre 2004    | Spacewatch                      |
| 630060 | 2004 TR372               | 21 agosto 2011    | Pan-STARRS                      |
| 630061 | 2004 TT372               | 10 ottobre 2004   | Spacewatch                      |
| 630062 | 2004 TF373               | 12 giugno 2008    | Spacewatch                      |
| 630063 | 2004 TD377               | 2 settembre 2013  | Mount Lemmon Survey             |
| 630064 | 2004 TR378               | 9 ottobre 2004    | Spacewatch                      |
| 630065 | 2004 TU378               | 10 ottobre 2004   | L. H. Wasserman, J. R. Lovering |
| 630066 | 2004 TF379               | 13 aprile 2012    | Pan-STARRS                      |
| 630067 | 2004 TW383               | 10 marzo 2016     | Mount Lemmon Survey             |
| 630068 | 2004 TY383               | 20 aprile 2012    | Mount Lemmon Survey             |
| 630069 | 2004 UL11                | 23 ottobre 2004   | Spacewatch                      |
| 630070 | 2004 VH17                | 8 ottobre 2004    | Spacewatch                      |
| 630071 | 2004 VH33                | 3 novembre 2004   | Spacewatch                      |
| 630072 | 2004 VS52                | 4 novembre 2004   | CSS                             |
| 630073 | 2004 VB56                | 2 novembre 2000   | Spacewatch                      |
| 630074 | 2004 VO68                | 13 gennaio 1996   | Spacewatch                      |
| 630075 | 2004 VJ84                | 10 novembre 2004  | Spacewatch                      |
| 630076 | 2004 VJ87                | 11 novembre 2004  | Spacewatch                      |
| 630077 | 2004 VQ104               | 9 novembre 2004   | Osservatorio di Mauna Kea       |
| 630078 | 2004 VS104               | 3 novembre 2004   | Spacewatch                      |
| 630079 | 2004 VT105               | 10 ottobre 2004   | L. H. Wasserman, J. R. Lovering |
| 630080 | 2004 VZ106               | 4 novembre 2004   | CSS                             |
| 630081 | 2004 VH129               | 18 ottobre 2004   | M. W. Buie, D. E. Trilling      |
| 630082 | 2004 WN13                | 3 luglio 2011     | Mount Lemmon Survey             |
| 630083 | 2004 XY41                | 12 dicembre 2004  | Spacewatch                      |
| 630084 | 2004 XC47                | 9 dicembre 2004   | Spacewatch                      |
| 630085 | 2004 XC58                | 10 dicembre 2004  | Spacewatch                      |
| 630086 | 2004 XH68                | 3 dicembre 2004   | Spacewatch                      |
| 630087 | 2004 XC91                | 11 dicembre 2004  | Spacewatch                      |
| 630088 | 2004 XT97                | 11 dicembre 2004  | Spacewatch                      |
| 630089 | 2004 XC108               | 18 settembre 2003 | NEAT                            |
| 630090 | 2004 XM115               | 11 dicembre 2004  | Spacewatch                      |
| 630091 | 2004 XU117               | 3 dicembre 2004   | Spacewatch                      |
| 630092 | 2004 XS158               | 14 dicembre 2004  | Spacewatch                      |
| 630093 | 2004 XH175               | 11 dicembre 2004  | Spacewatch                      |
| 630094 | 2004 XH176               | 11 dicembre 2004  | Spacewatch                      |
| 630095 | 2004 XO190               | 15 dicembre 2004  | Osservatorio di Mauna Kea       |
| 630096 | 2004 XZ191               | 26 febbraio 2007  | Spacewatch                      |
| 630097 | 2004 XL196               | 18 ottobre 2007   | Mount Lemmon Survey             |
| 630098 | 2004 YG34                | 17 settembre 1998 | Spacewatch                      |
| 630099 | 2004 YC36                | 14 dicembre 2004  | Spacewatch                      |
| 630100 | 2004 YE38                | 24 settembre 2011 | Pan-STARRS                      |

## 630101–630200
| Nome   | Designazione provvisoria | Data di scoperta  | Scopritore                  |
| ------ | ------------------------ | ----------------- | --------------------------- |
| 630101 | 2004 YQ40                | 2 dicembre 2005   | Osservatorio di Mauna Kea   |
| 630102 | 2004 YW40                | 19 dicembre 2004  | Mount Lemmon Survey         |
| 630103 | 2004 YF42                | 20 dicembre 2004  | Mount Lemmon Survey         |
| 630104 | 2005 AD4                 | 21 agosto 1999    | Spacewatch                  |
| 630105 | 2005 AX40                | 18 dicembre 2004  | Spacewatch                  |
| 630106 | 2005 AE52                | 13 gennaio 2005   | Spacewatch                  |
| 630107 | 2005 AQ54                | 16 dicembre 2004  | CSS                         |
| 630108 | 2005 AR55                | 20 dicembre 2004  | Mount Lemmon Survey         |
| 630109 | 2005 AU62                | 13 gennaio 2005   | Spacewatch                  |
| 630110 | 2005 AL72                | 15 gennaio 2005   | Spacewatch                  |
| 630111 | 2005 AH83                | 4 dicembre 2012   | Mount Lemmon Survey         |
| 630112 | 2005 AX83                | 22 gennaio 2013   | Spacewatch                  |
| 630113 | 2005 BP4                 | 16 gennaio 2005   | LINEAR                      |
| 630114 | 2005 BZ33                | 2 ottobre 2003    | Spacewatch                  |
| 630115 | 2005 BW35                | 15 novembre 1995  | Spacewatch                  |
| 630116 | 2005 BJ50                | 16 gennaio 2005   | Spacewatch                  |
| 630117 | 2005 BQ50                | 3 maggio 2009     | Mount Lemmon Survey         |
| 630118 | 2005 BW53                | 8 gennaio 2010    | Spacewatch                  |
| 630119 | 2005 BC54                | 18 febbraio 2015  | Pan-STARRS                  |
| 630120 | 2005 BN55                | 27 luglio 2011    | Pan-STARRS                  |
| 630121 | 2005 CE3                 | 1 febbraio 2005   | Spacewatch                  |
| 630122 | 2005 CJ29                | 1 febbraio 2005   | Spacewatch                  |
| 630123 | 2005 CW30                | 1 febbraio 2005   | Spacewatch                  |
| 630124 | 2005 CD54                | 4 febbraio 2005   | Spacewatch                  |
| 630125 | 2005 CG56                | 4 febbraio 2005   | Mount Lemmon Survey         |
| 630126 | 2005 CH72                | 1 febbraio 2005   | Spacewatch                  |
| 630127 | 2005 CW81                | 9 febbraio 2005   | A. Boattini                 |
| 630128 | 2005 CC85                | 9 febbraio 2005   | Mount Lemmon Survey         |
| 630129 | 2005 CT87                | 20 febbraio 2009  | Spacewatch                  |
| 630130 | 2005 CF88                | 2 febbraio 2005   | Spacewatch                  |
| 630131 | 2005 DM1                 | 17 febbraio 2005  | A. Boattini                 |
| 630132 | 2005 EE7                 | 1 marzo 2005      | Spacewatch                  |
| 630133 | 2005 EQ15                | 3 marzo 2005      | Spacewatch                  |
| 630134 | 2005 EB56                | 4 marzo 2005      | Spacewatch                  |
| 630135 | 2005 EC64                | 16 febbraio 2005  | A. Boattini                 |
| 630136 | 2005 EH140               | 10 marzo 2005     | Mount Lemmon Survey         |
| 630137 | 2005 EF161               | 9 marzo 2005      | Mount Lemmon Survey         |
| 630138 | 2005 EM162               | 10 marzo 2005     | Mount Lemmon Survey         |
| 630139 | 2005 ER202               | 10 marzo 2005     | Mount Lemmon Survey         |
| 630140 | 2005 EQ234               | 10 marzo 2005     | Mount Lemmon Survey         |
| 630141 | 2005 EW235               | 10 marzo 2005     | Mount Lemmon Survey         |
| 630142 | 2005 EE240               | 3 marzo 2005      | Spacewatch                  |
| 630143 | 2005 EB243               | 11 marzo 2005     | Spacewatch                  |
| 630144 | 2005 EA252               | 10 marzo 2005     | Mount Lemmon Survey         |
| 630145 | 2005 EJ267               | 13 marzo 2005     | Spacewatch                  |
| 630146 | 2005 EA275               | 8 marzo 2005      | Spacewatch                  |
| 630147 | 2005 EQ301               | 4 marzo 2005      | Mount Lemmon Survey         |
| 630148 | 2005 EC303               | 11 marzo 2005     | M. W. Buie, L. H. Wasserman |
| 630149 | 2005 EO308               | 8 marzo 2005      | Mount Lemmon Survey         |
| 630150 | 2005 EG321               | 8 marzo 2005      | Mount Lemmon Survey         |
| 630151 | 2005 EF326               | 22 ottobre 2008   | Spacewatch                  |
| 630152 | 2005 EB333               | 9 febbraio 2005   | Mount Lemmon Survey         |
| 630153 | 2005 ER333               | 4 marzo 2005      | Mount Lemmon Survey         |
| 630154 | 2005 EE336               | 17 agosto 2012    | Pan-STARRS                  |
| 630155 | 2005 EG336               | 17 settembre 2012 | Mount Lemmon Survey         |
| 630156 | 2005 EC337               | 15 febbraio 2010  | Spacewatch                  |
| 630157 | 2005 EG344               | 25 giugno 2017    | Pan-STARRS                  |
| 630158 | 2005 EU345               | 5 febbraio 2013   | Mount Lemmon Survey         |
| 630159 | 2005 EE346               | 11 marzo 2005     | Mount Lemmon Survey         |
| 630160 | 2005 FQ19                | 17 marzo 2005     | Spacewatch                  |
| 630161 | 2005 GR52                | 2 aprile 2005     | Mount Lemmon Survey         |
| 630162 | 2005 GF58                | 6 aprile 2005     | Mount Lemmon Survey         |
| 630163 | 2005 GC61                | 2 aprile 2005     | Spacewatch                  |
| 630164 | 2005 GS61                | 10 marzo 2005     | Mount Lemmon Survey         |
| 630165 | 2005 GB68                | 25 febbraio 2015  | Pan-STARRS                  |
| 630166 | 2005 GY74                | 5 aprile 2005     | Mount Lemmon Survey         |
| 630167 | 2005 GQ91                | 17 marzo 2005     | Mount Lemmon Survey         |
| 630168 | 2005 GY98                | 18 ottobre 2001   | NEAT                        |
| 630169 | 2005 GP101               | 9 aprile 2005     | Spacewatch                  |
| 630170 | 2005 GN107               | 2 aprile 2005     | Mount Lemmon Survey         |
| 630171 | 2005 GN115               | 11 aprile 2005    | Mount Lemmon Survey         |
| 630172 | 2005 GV126               | 11 aprile 2005    | Mount Lemmon Survey         |
| 630173 | 2005 GC138               | 11 aprile 2005    | Spacewatch                  |
| 630174 | 2005 GT140               | 13 aprile 2005    | CSS                         |
| 630175 | 2005 GJ145               | 11 aprile 2005    | Spacewatch                  |
| 630176 | 2005 GT156               | 10 aprile 2005    | Mount Lemmon Survey         |
| 630177 | 2005 GB162               | 14 aprile 2005    | Spacewatch                  |
| 630178 | 2005 GO164               | 10 aprile 2005    | Mount Lemmon Survey         |
| 630179 | 2005 GK165               | 11 aprile 2005    | Spacewatch                  |
| 630180 | 2005 GY165               | 11 aprile 2005    | Mount Lemmon Survey         |
| 630181 | 2005 GV183               | 10 marzo 2005     | Mount Lemmon Survey         |
| 630182 | 2005 GW190               | 8 marzo 2005      | Mount Lemmon Survey         |
| 630183 | 2005 GP193               | 10 aprile 2005    | Kitt Peak Obs.              |
| 630184 | 2005 GC207               | 8 marzo 2005      | Mount Lemmon Survey         |
| 630185 | 2005 GH208               | 23 maggio 2006    | Spacewatch                  |
| 630186 | 2005 GJ230               | 12 aprile 2005    | Spacewatch                  |
| 630187 | 2005 GL231               | 15 settembre 2013 | Mount Lemmon Survey         |
| 630188 | 2005 GL236               | 6 ottobre 2007    | Spacewatch                  |
| 630189 | 2005 HU10                | 2 ottobre 2006    | Mount Lemmon Survey         |
| 630190 | 2005 HW10                | 9 novembre 2013   | Pan-STARRS                  |
| 630191 | 2005 HB11                | 7 febbraio 2015   | Mount Lemmon Survey         |
| 630192 | 2005 JE7                 | 4 maggio 2005     | Osservatorio di Mauna Kea   |
| 630193 | 2005 JT10                | 4 maggio 2005     | Mauna Kea Obs.              |
| 630194 | 2005 JJ29                | 3 maggio 2005     | Spacewatch                  |
| 630195 | 2005 JF40                | 11 aprile 2005    | Mount Lemmon Survey         |
| 630196 | 2005 JF49                | 4 maggio 2005     | Spacewatch                  |
| 630197 | 2005 JO84                | 11 aprile 2005    | Spacewatch                  |
| 630198 | 2005 JJ105               | 11 maggio 2005    | Mount Lemmon Survey         |
| 630199 | 2005 JP111               | 9 maggio 2005     | Spacewatch                  |
| 630200 | 2005 JO114               | 10 maggio 2005    | Spacewatch                  |

## 630201–630300
| Nome   | Designazione provvisoria | Data di scoperta  | Scopritore          |
| ------ | ------------------------ | ----------------- | ------------------- |
| 630201 | 2005 JS115               | 23 gennaio 2015   | Pan-STARRS          |
| 630202 | 2005 JQ121               | 10 maggio 2005    | Spacewatch          |
| 630203 | 2005 JX121               | 10 maggio 2005    | Spacewatch          |
| 630204 | 2005 JO139               | 5 giugno 1995     | Spacewatch          |
| 630205 | 2005 JX154               | 17 aprile 2005    | Spacewatch          |
| 630206 | 2005 JM155               | 17 aprile 2005    | Spacewatch          |
| 630207 | 2005 JF171               | 14 settembre 2007 | Mount Lemmon Survey |
| 630208 | 2005 JC176               | 3 maggio 2005     | CSS                 |
| 630209 | 2005 JO187               | 17 ottobre 2010   | Mount Lemmon Survey |
| 630210 | 2005 JP187               | 16 settembre 2006 | CSS                 |
| 630211 | 2005 JG190               | 14 maggio 2005    | Mount Lemmon Survey |
| 630212 | 2005 JO190               | 15 settembre 2006 | Spacewatch          |
| 630213 | 2005 JG193               | 21 aprile 2009    | Mount Lemmon Survey |
| 630214 | 2005 JW193               | 11 ottobre 2007   | Spacewatch          |
| 630215 | 2005 KW1                 | 16 maggio 2005    | Mount Lemmon Survey |
| 630216 | 2005 KF14                | 21 maggio 2005    | Mount Lemmon Survey |
| 630217 | 2005 KN15                | 12 ottobre 2007   | Mount Lemmon Survey |
| 630218 | 2005 LD7                 | 1 giugno 2005     | Spacewatch          |
| 630219 | 2005 LL19                | 8 giugno 2005     | Spacewatch          |
| 630220 | 2005 LS24                | 6 giugno 2005     | Spacewatch          |
| 630221 | 2005 LA33                | 14 maggio 2005    | Mount Lemmon Survey |
| 630222 | 2005 LX41                | 13 giugno 2005    | Mount Lemmon Survey |
| 630223 | 2005 LK54                | 13 giugno 2005    | Mount Lemmon Survey |
| 630224 | 2005 LZ54                | 14 giugno 2005    | Spacewatch          |
| 630225 | 2005 LC55                | 1 giugno 2005     | Spacewatch          |
| 630226 | 2005 LG58                | 25 marzo 2017     | Pan-STARRS          |
| 630227 | 2005 LC59                | 4 giugno 2005     | Spacewatch          |
| 630228 | 2005 MX                  | 17 giugno 2005    | Mount Lemmon Survey |
| 630229 | 2005 MM5                 | 25 luglio 2001    | AMOS                |
| 630230 | 2005 MG6                 | 17 giugno 2005    | Mount Lemmon Survey |
| 630231 | 2005 ME13                | 30 giugno 2005    | Spacewatch          |
| 630232 | 2005 MN24                | 30 giugno 2005    | Spacewatch          |
| 630233 | 2005 MS34                | 29 giugno 2005    | NEAT                |
| 630234 | 2005 MW45                | 5 luglio 2005     | NEAT                |
| 630235 | 2005 MW55                | 27 aprile 2009    | Mount Lemmon Survey |
| 630236 | 2005 MA56                | 15 marzo 2015     | Pan-STARRS          |
| 630237 | 2005 MH56                | 4 luglio 2014     | Pan-STARRS          |
| 630238 | 2005 NB4                 | 2 luglio 2005     | Spacewatch          |
| 630239 | 2005 NS7                 | 1 luglio 2005     | Spacewatch          |
| 630240 | 2005 NN28                | 6 luglio 2005     | Spacewatch          |
| 630241 | 2005 NF29                | 6 luglio 2005     | Spacewatch          |
| 630242 | 2005 NJ33                | 5 luglio 2005     | Spacewatch          |
| 630243 | 2005 NZ36                | 6 luglio 2005     | Spacewatch          |
| 630244 | 2005 NZ41                | 5 luglio 2005     | Spacewatch          |
| 630245 | 2005 NE48                | 7 luglio 2005     | Spacewatch          |
| 630246 | 2005 NM50                | 3 ottobre 2002    | NEAT                |
| 630247 | 2005 NP58                | 6 luglio 2005     | Spacewatch          |
| 630248 | 2005 NX73                | 9 luglio 2005     | Spacewatch          |
| 630249 | 2005 NM88                | 4 luglio 2005     | Mount Lemmon Survey |
| 630250 | 2005 NZ88                | 4 luglio 2005     | Mount Lemmon Survey |
| 630251 | 2005 NA93                | 5 luglio 2005     | NEAT                |
| 630252 | 2005 NG94                | 6 luglio 2005     | Spacewatch          |
| 630253 | 2005 NC126               | 11 gennaio 2003   | Spacewatch          |
| 630254 | 2005 NO127               | 8 marzo 2008      | Mount Lemmon Survey |
| 630255 | 2005 NR127               | 28 luglio 2011    | Pan-STARRS          |
| 630256 | 2005 NT127               | 6 luglio 2005     | Spacewatch          |
| 630257 | 2005 NV129               | 30 maggio 2009    | Mount Lemmon Survey |
| 630258 | 2005 NK130               | 15 maggio 2005    | Mount Lemmon Survey |
| 630259 | 2005 OO4                 | 27 luglio 2005    | NEAT                |
| 630260 | 2005 OT7                 | 12 novembre 2001  | SDSS Collaboration  |
| 630261 | 2005 OM18                | 30 luglio 2005    | NEAT                |
| 630262 | 2005 OL20                | 11 luglio 2005    | Mount Lemmon Survey |
| 630263 | 2005 OW21                | 29 luglio 2005    | NEAT                |
| 630264 | 2005 OQ27                | 19 luglio 2005    | NEAT                |
| 630265 | 2005 OJ32                | 22 ottobre 2009   | Spacewatch          |
| 630266 | 2005 OS34                | 31 luglio 2005    | NEAT                |
| 630267 | 2005 PR7                 | 4 agosto 2005     | NEAT                |
| 630268 | 2005 PG8                 | 4 agosto 2005     | NEAT                |
| 630269 | 2005 PL12                | 28 luglio 2005    | NEAT                |
| 630270 | 2005 PB17                | 12 agosto 2005    | J. W. Young         |
| 630271 | 2005 PG29                | 10 agosto 2005    | SSS                 |
| 630272 | 2005 QE4                 | 24 agosto 2005    | NEAT                |
| 630273 | 2005 QH5                 | 28 gennaio 2003   | Spacewatch          |
| 630274 | 2005 QE7                 | 24 agosto 2005    | NEAT                |
| 630275 | 2005 QH13                | 6 agosto 2005     | NEAT                |
| 630276 | 2005 QB16                | 9 febbraio 2003   | AMOS                |
| 630277 | 2005 QW23                | 27 agosto 2005    | Spacewatch          |
| 630278 | 2005 QV48                | 28 agosto 2005    | Spacewatch          |
| 630279 | 2005 QZ48                | 28 agosto 2005    | Spacewatch          |
| 630280 | 2005 QS57                | 24 agosto 2005    | NEAT                |
| 630281 | 2005 QG60                | 28 agosto 2005    | LONEOS              |
| 630282 | 2005 QE64                | 26 agosto 2005    | NEAT                |
| 630283 | 2005 QT75                | 30 dicembre 2007  | Spacewatch          |
| 630284 | 2005 QV75                | 26 agosto 2005    | NEAT                |
| 630285 | 2005 QX76                | 28 luglio 2005    | NEAT                |
| 630286 | 2005 QD90                | 25 agosto 2005    | NEAT                |
| 630287 | 2005 QC98                | 31 agosto 2005    | Spacewatch          |
| 630288 | 2005 QL101               | 31 agosto 2005    | Spacewatch          |
| 630289 | 2005 QG103               | 31 agosto 2005    | Spacewatch          |
| 630290 | 2005 QB105               | 31 agosto 2005    | Spacewatch          |
| 630291 | 2005 QR105               | 28 agosto 2005    | LONEOS              |
| 630292 | 2005 QW106               | 29 luglio 2005    | NEAT                |
| 630293 | 2005 QF110               | 31 agosto 2005    | Spacewatch          |
| 630294 | 2005 QH115               | 30 agosto 2005    | Spacewatch          |
| 630295 | 2005 QV120               | 12 novembre 2001  | SDSS Collaboration  |
| 630296 | 2005 QL191               | 27 agosto 2005    | NEAT                |
| 630297 | 2005 QJ193               | 31 agosto 2005    | Spacewatch          |
| 630298 | 2005 QQ197               | 31 agosto 2005    | Spacewatch          |
| 630299 | 2005 RX15                | 1 ottobre 1995    | Spacewatch          |
| 630300 | 2005 RA18                | 1 settembre 2005  | Spacewatch          |

## 630301–630400
| Nome   | Designazione provvisoria | Data di scoperta  | Scopritore          |
| ------ | ------------------------ | ----------------- | ------------------- |
| 630301 | 2005 RJ23                | 31 luglio 2005    | NEAT                |
| 630302 | 2005 RB26                | 31 agosto 2005    | R. A. Tucker        |
| 630303 | 2005 RY27                | 11 settembre 2005 | Spacewatch          |
| 630304 | 2005 RZ38                | 13 ottobre 2001   | NEAT                |
| 630305 | 2005 RP39                | 7 dicembre 2002   | Spacewatch          |
| 630306 | 2005 RU46                | 28 settembre 2005 | SDSS Collaboration  |
| 630307 | 2005 RV52                | 14 settembre 2005 | Spacewatch          |
| 630308 | 2005 RY52                | 14 settembre 2005 | Spacewatch          |
| 630309 | 2005 RA53                | 18 ottobre 2012   | Mount Lemmon Survey |
| 630310 | 2005 SP10                | 29 luglio 2005    | NEAT                |
| 630311 | 2005 SH48                | 24 settembre 2005 | Spacewatch          |
| 630312 | 2005 SP50                | 24 settembre 2005 | Spacewatch          |
| 630313 | 2005 SK53                | 29 agosto 2005    | NEAT                |
| 630314 | 2005 SU55                | 30 agosto 2005    | NEAT                |
| 630315 | 2005 SE94                | 13 settembre 1998 | Spacewatch          |
| 630316 | 2005 SQ155               | 26 settembre 2005 | NEAT                |
| 630317 | 2005 SC161               | 27 settembre 2005 | Spacewatch          |
| 630318 | 2005 SW176               | 29 settembre 2005 | Spacewatch          |
| 630319 | 2005 SQ178               | 2 settembre 2005  | NEAT                |
| 630320 | 2005 SU180               | 29 settembre 2005 | LONEOS              |
| 630321 | 2005 SO188               | 29 settembre 2005 | Mount Lemmon Survey |
| 630322 | 2005 SY216               | 30 agosto 2005    | NEAT                |
| 630323 | 2005 SD224               | 29 settembre 2005 | Mount Lemmon Survey |
| 630324 | 2005 SH241               | 25 settembre 2005 | Spacewatch          |
| 630325 | 2005 SP253               | 26 settembre 2005 | NEAT                |
| 630326 | 2005 SA277               | 30 settembre 2005 | LONEOS              |
| 630327 | 2005 SM294               | 29 settembre 2005 | Mount Lemmon Survey |
| 630328 | 2005 SC295               | 14 settembre 2014 | Pan-STARRS          |
| 630329 | 2005 SR295               | 26 marzo 2008     | Mount Lemmon Survey |
| 630330 | 2005 TD6                 | 1 ottobre 2005    | CSS                 |
| 630331 | 2005 TB13                | 2 ottobre 2005    | Mount Lemmon Survey |
| 630332 | 2005 TS13                | 2 settembre 2005  | NEAT                |
| 630333 | 2005 TR17                | 1 ottobre 2005    | Mount Lemmon Survey |
| 630334 | 2005 TG20                | 1 ottobre 2005    | Mount Lemmon Survey |
| 630335 | 2005 TJ48                | 29 settembre 2005 | Spacewatch          |
| 630336 | 2005 TS66                | 5 ottobre 2005    | Mount Lemmon Survey |
| 630337 | 2005 TS68                | 25 febbraio 2003  | E. W. Elst          |
| 630338 | 2005 TK88                | 28 settembre 2005 | NEAT                |
| 630339 | 2005 TF91                | 6 ottobre 2005    | Mount Lemmon Survey |
| 630340 | 2005 TF127               | 7 ottobre 2005    | Spacewatch          |
| 630341 | 2005 TQ139               | 8 ottobre 2005    | Spacewatch          |
| 630342 | 2005 TD145               | 25 aprile 2003    | Spacewatch          |
| 630343 | 2005 TM151               | 29 settembre 2005 | Spacewatch          |
| 630344 | 2005 TZ153               | 29 settembre 2005 | Spacewatch          |
| 630345 | 2005 TJ178               | 1 ottobre 2005    | CSS                 |
| 630346 | 2005 TD180               | 1 ottobre 2005    | Mount Lemmon Survey |
| 630347 | 2005 TC182               | 2 ottobre 2005    | Mount Lemmon Survey |
| 630348 | 2005 TJ200               | 3 ottobre 2005    | CSS                 |
| 630349 | 2005 TP200               | 3 dicembre 2010   | Mount Lemmon Survey |
| 630350 | 2005 TS200               | 13 febbraio 2008  | Mount Lemmon Survey |
| 630351 | 2005 TU200               | 12 ottobre 2005   | Spacewatch          |
| 630352 | 2005 TY200               | 9 ottobre 2005    | Spacewatch          |
| 630353 | 2005 TK201               | 9 ottobre 2012    | Mount Lemmon Survey |
| 630354 | 2005 TN201               | 17 gennaio 2007   | Spacewatch          |
| 630355 | 2005 TQ202               | 23 dicembre 2012  | Pan-STARRS          |
| 630356 | 2005 TK206               | 20 aprile 2017    | Pan-STARRS          |
| 630357 | 2005 TO209               | 2 ottobre 2005    | Mount Lemmon Survey |
| 630358 | 2005 TA212               | 2 settembre 2014  | Pan-STARRS          |
| 630359 | 2005 TW221               | 7 ottobre 2005    | Spacewatch          |
| 630360 | 2005 TK222               | 2 ottobre 2005    | Mount Lemmon Survey |
| 630361 | 2005 UP24                | 5 ottobre 2005    | Spacewatch          |
| 630362 | 2005 UF31                | 22 aprile 2004    | Spacewatch          |
| 630363 | 2005 UL35                | 24 ottobre 2005   | Spacewatch          |
| 630364 | 2005 UL97                | 1 agosto 2001     | NEAT                |
| 630365 | 2005 UY117               | 24 ottobre 2005   | Spacewatch          |
| 630366 | 2005 UB126               | 24 ottobre 2005   | Spacewatch          |
| 630367 | 2005 UM138               | 2 ottobre 2005    | Mount Lemmon Survey |
| 630368 | 2005 UY157               | 22 ottobre 2005   | Spacewatch          |
| 630369 | 2005 UN172               | 24 ottobre 2005   | Spacewatch          |
| 630370 | 2005 UK188               | 27 ottobre 2005   | Mount Lemmon Survey |
| 630371 | 2005 UB196               | 24 ottobre 2005   | Spacewatch          |
| 630372 | 2005 US201               | 25 ottobre 2005   | Spacewatch          |
| 630373 | 2005 UF204               | 12 aprile 1996    | Spacewatch          |
| 630374 | 2005 UH209               | 2 ottobre 2005    | Mount Lemmon Survey |
| 630375 | 2005 UR209               | 6 ottobre 2005    | Mount Lemmon Survey |
| 630376 | 2005 UV228               | 25 ottobre 2005   | Spacewatch          |
| 630377 | 2005 UN233               | 25 ottobre 2005   | Spacewatch          |
| 630378 | 2005 UB240               | 25 ottobre 2005   | Spacewatch          |
| 630379 | 2005 UG246               | 27 ottobre 2005   | Spacewatch          |
| 630380 | 2005 US255               | 24 ottobre 2005   | Spacewatch          |
| 630381 | 2005 UQ260               | 25 ottobre 2005   | Spacewatch          |
| 630382 | 2005 UW272               | 28 ottobre 2005   | Spacewatch          |
| 630383 | 2005 UP286               | 26 ottobre 2005   | Spacewatch          |
| 630384 | 2005 UA288               | 26 ottobre 2005   | Spacewatch          |
| 630385 | 2005 US301               | 26 ottobre 2005   | Spacewatch          |
| 630386 | 2005 UN306               | 27 ottobre 2005   | Mount Lemmon Survey |
| 630387 | 2005 UK309               | 28 ottobre 2005   | Mount Lemmon Survey |
| 630388 | 2005 UT316               | 26 ottobre 2005   | Spacewatch          |
| 630389 | 2005 UH318               | 27 ottobre 2005   | Spacewatch          |
| 630390 | 2005 UU331               | 5 ottobre 2005    | LINEAR              |
| 630391 | 2005 UL336               | 30 ottobre 2005   | Spacewatch          |
| 630392 | 2005 UP337               | 31 ottobre 2005   | Spacewatch          |
| 630393 | 2005 US343               | 29 ottobre 2005   | Spacewatch          |
| 630394 | 2005 US345               | 29 ottobre 2005   | CSS                 |
| 630395 | 2005 UH355               | 29 ottobre 2005   | CSS                 |
| 630396 | 2005 UT355               | 29 ottobre 2005   | Mount Lemmon Survey |
| 630397 | 2005 UW357               | 31 ottobre 2005   | Mount Lemmon Survey |
| 630398 | 2005 UM373               | 27 ottobre 2005   | Spacewatch          |
| 630399 | 2005 UB377               | 27 ottobre 2005   | Spacewatch          |
| 630400 | 2005 UJ389               | 29 ottobre 2005   | Mount Lemmon Survey |

## 630401–630500
| Nome   | Designazione provvisoria | Data di scoperta  | Scopritore          |
| ------ | ------------------------ | ----------------- | ------------------- |
| 630401 | 2005 UR407               | 30 ottobre 2005   | Spacewatch          |
| 630402 | 2005 UD411               | 1 ottobre 2005    | Mount Lemmon Survey |
| 630403 | 2005 UU412               | 31 ottobre 2005   | Mount Lemmon Survey |
| 630404 | 2005 UM420               | 25 ottobre 2005   | Mount Lemmon Survey |
| 630405 | 2005 UY431               | 28 ottobre 2005   | Spacewatch          |
| 630406 | 2005 UH436               | 30 ottobre 2005   | Spacewatch          |
| 630407 | 2005 UZ449               | 29 marzo 2008     | Spacewatch          |
| 630408 | 2005 UZ457               | 21 agosto 2001    | Spacewatch          |
| 630409 | 2005 UV463               | 30 ottobre 2005   | Spacewatch          |
| 630410 | 2005 UV473               | 31 ottobre 2005   | Mount Lemmon Survey |
| 630411 | 2005 UB480               | 9 settembre 2015  | Pan-STARRS          |
| 630412 | 2005 UR498               | 22 ottobre 2005   | NEAT                |
| 630413 | 2005 UQ502               | 1 ottobre 2005    | LONEOS              |
| 630414 | 2005 UX527               | 1 aprile 2008     | Spacewatch          |
| 630415 | 2005 US533               | 1 ottobre 2005    | CSS                 |
| 630416 | 2005 UP535               | 17 ottobre 2014   | Spacewatch          |
| 630417 | 2005 US538               | 12 marzo 2007     | CSS                 |
| 630418 | 2005 UU538               | 22 ottobre 2005   | Spacewatch          |
| 630419 | 2005 UY538               | 2 luglio 2013     | Pan-STARRS          |
| 630420 | 2005 UU549               | 27 ottobre 2005   | Spacewatch          |
| 630421 | 2005 UF552               | 27 ottobre 2005   | Mount Lemmon Survey |
| 630422 | 2005 VO23                | 24 ottobre 2005   | Spacewatch          |
| 630423 | 2005 VT25                | 2 novembre 2005   | Mount Lemmon Survey |
| 630424 | 2005 VX34                | 3 novembre 2005   | Mount Lemmon Survey |
| 630425 | 2005 VT35                | 4 marzo 2000      | SDSS Collaboration  |
| 630426 | 2005 VY58                | 5 novembre 2005   | Spacewatch          |
| 630427 | 2005 VB63                | 4 novembre 2005   | Spacewatch          |
| 630428 | 2005 VF73                | 6 novembre 2005   | Mount Lemmon Survey |
| 630429 | 2005 VU89                | 30 ottobre 2005   | Mount Lemmon Survey |
| 630430 | 2005 VJ92                | 29 ottobre 2005   | Mount Lemmon Survey |
| 630431 | 2005 VA117               | 30 ottobre 2005   | Spacewatch          |
| 630432 | 2005 VO123               | 23 giugno 2015    | Pan-STARRS          |
| 630433 | 2005 VM125               | 19 settembre 2014 | Pan-STARRS          |
| 630434 | 2005 VV136               | 4 novembre 2005   | Mount Lemmon Survey |
| 630435 | 2005 VO139               | 28 gennaio 2011   | Mount Lemmon Survey |
| 630436 | 2005 VF140               | 15 marzo 2007     | Mount Lemmon Survey |
| 630437 | 2005 VQ147               | 12 novembre 2005  | Spacewatch          |
| 630438 | 2005 VR149               | 14 dicembre 2010  | Mount Lemmon Survey |
| 630439 | 2005 VR157               | 10 novembre 2005  | Spacewatch          |
| 630440 | 2005 WM16                | 22 novembre 2005  | Spacewatch          |
| 630441 | 2005 WW28                | 21 novembre 2005  | Spacewatch          |
| 630442 | 2005 WX75                | 25 ottobre 2000   | Spacewatch          |
| 630443 | 2005 WY94                | 26 novembre 2005  | Spacewatch          |
| 630444 | 2005 WT95                | 26 novembre 2005  | Spacewatch          |
| 630445 | 2005 WE103               | 24 marzo 2003     | Spacewatch          |
| 630446 | 2005 WF107               | 25 ottobre 2005   | Mount Lemmon Survey |
| 630447 | 2005 WH109               | 3 agosto 2004     | SSS                 |
| 630448 | 2005 WV123               | 25 ottobre 2005   | Mount Lemmon Survey |
| 630449 | 2005 WB126               | 26 ottobre 2005   | Spacewatch          |
| 630450 | 2005 WW135               | 26 novembre 2005  | Spacewatch          |
| 630451 | 2005 WU145               | 25 novembre 2005  | Spacewatch          |
| 630452 | 2005 WA149               | 28 novembre 2005  | Spacewatch          |
| 630453 | 2005 WF159               | 29 novembre 2005  | CSS                 |
| 630454 | 2005 WK175               | 30 novembre 2005  | Spacewatch          |
| 630455 | 2005 WM175               | 30 novembre 2005  | Spacewatch          |
| 630456 | 2005 WC192               | 28 novembre 1994  | Spacewatch          |
| 630457 | 2005 WD199               | 25 novembre 2005  | Spacewatch          |
| 630458 | 2005 WA213               | 21 novembre 2005  | Spacewatch          |
| 630459 | 2005 WR213               | 20 settembre 2008 | CSS                 |
| 630460 | 2005 WO218               | 26 novembre 2005  | Mount Lemmon Survey |
| 630461 | 2005 WG220               | 21 novembre 2005  | Spacewatch          |
| 630462 | 2005 XO20                | 2 dicembre 2005   | Spacewatch          |
| 630463 | 2005 XU20                | 2 dicembre 2005   | Spacewatch          |
| 630464 | 2005 XU25                | 4 dicembre 2005   | Mount Lemmon Survey |
| 630465 | 2005 XP31                | 1 dicembre 2005   | Spacewatch          |
| 630466 | 2005 XR33                | 5 marzo 2002      | SDSS Collaboration  |
| 630467 | 2005 XJ42                | 4 dicembre 2005   | Spacewatch          |
| 630468 | 2005 XO44                | 2 dicembre 2005   | Spacewatch          |
| 630469 | 2005 XW56                | 1 dicembre 2005   | Spacewatch          |
| 630470 | 2005 XV66                | 23 agosto 2004    | Spacewatch          |
| 630471 | 2005 XG77                | 8 dicembre 2005   | Spacewatch          |
| 630472 | 2005 XS81                | 7 dicembre 2005   | Spacewatch          |
| 630473 | 2005 XS82                | 10 dicembre 2005  | Spacewatch          |
| 630474 | 2005 XJ89                | 7 dicembre 2005   | Spacewatch          |
| 630475 | 2005 XH102               | 25 agosto 2003    | Cerro Tololo Obs.   |
| 630476 | 2005 XE107               | 13 settembre 1998 | Spacewatch          |
| 630477 | 2005 XC108               | 21 luglio 2004    | SSS                 |
| 630478 | 2005 XT115               | 4 dicembre 2005   | Mount Lemmon Survey |
| 630479 | 2005 XJ120               | 25 dicembre 2010  | Spacewatch          |
| 630480 | 2005 XY120               | 1 dicembre 2005   | Spacewatch          |
| 630481 | 2005 XE125               | 15 settembre 2009 | Spacewatch          |
| 630482 | 2005 XW125               | 14 gennaio 2018   | Mount Lemmon Survey |
| 630483 | 2005 XX125               | 8 gennaio 2011    | Mount Lemmon Survey |
| 630484 | 2005 XM130               | 26 gennaio 2011   | Mount Lemmon Survey |
| 630485 | 2005 XG132               | 1 dicembre 2005   | Spacewatch          |
| 630486 | 2005 YZ6                 | 21 dicembre 2005  | D. Healy            |
| 630487 | 2005 YG26                | 24 dicembre 2005  | Spacewatch          |
| 630488 | 2005 YL42                | 3 dicembre 2005   | Spacewatch          |
| 630489 | 2005 YH45                | 25 dicembre 2005  | Spacewatch          |
| 630490 | 2005 YC66                | 25 dicembre 2005  | Spacewatch          |
| 630491 | 2005 YC75                | 24 dicembre 2005  | Spacewatch          |
| 630492 | 2005 YM81                | 24 dicembre 2005  | Spacewatch          |
| 630493 | 2005 YE101               | 25 dicembre 2005  | Spacewatch          |
| 630494 | 2005 YH101               | 25 dicembre 2005  | Spacewatch          |
| 630495 | 2005 YF103               | 5 dicembre 2005   | Spacewatch          |
| 630496 | 2005 YY107               | 25 dicembre 2005  | Spacewatch          |
| 630497 | 2005 YS120               | 27 dicembre 2005  | Mount Lemmon Survey |
| 630498 | 2005 YG126               | 26 dicembre 2005  | Spacewatch          |
| 630499 | 2005 YU135               | 25 novembre 2005  | Mount Lemmon Survey |
| 630500 | 2005 YO140               | 28 dicembre 2005  | Mount Lemmon Survey |

## 630501–630600
| Nome   | Designazione provvisoria | Data di scoperta  | Scopritore                         |
| ------ | ------------------------ | ----------------- | ---------------------------------- |
| 630501 | 2005 YT140               | 28 dicembre 2005  | Mount Lemmon Survey                |
| 630502 | 2005 YR146               | 29 dicembre 2005  | Mount Lemmon Survey                |
| 630503 | 2005 YS157               | 27 dicembre 2005  | Spacewatch                         |
| 630504 | 2005 YO163               | 27 marzo 2003     | Spacewatch                         |
| 630505 | 2005 YB183               | 27 dicembre 2005  | Spacewatch                         |
| 630506 | 2005 YJ194               | 31 dicembre 2005  | Spacewatch                         |
| 630507 | 2005 YZ196               | 9 settembre 2004  | Spacewatch                         |
| 630508 | 2005 YU199               | 5 novembre 2005   | Spacewatch                         |
| 630509 | 2005 YQ200               | 22 dicembre 2005  | Spacewatch                         |
| 630510 | 2005 YK216               | 4 dicembre 2005   | Spacewatch                         |
| 630511 | 2005 YL216               | 29 dicembre 2005  | Mount Lemmon Survey                |
| 630512 | 2005 YR216               | 10 novembre 2005  | Mount Lemmon Survey                |
| 630513 | 2005 YG218               | 30 dicembre 2005  | Spacewatch                         |
| 630514 | 2005 YZ223               | 24 dicembre 2005  | Spacewatch                         |
| 630515 | 2005 YC224               | 24 dicembre 2005  | Spacewatch                         |
| 630516 | 2005 YO224               | 8 dicembre 2005   | Spacewatch                         |
| 630517 | 2005 YK227               | 25 dicembre 2005  | Spacewatch                         |
| 630518 | 2005 YA229               | 25 dicembre 2005  | Spacewatch                         |
| 630519 | 2005 YS230               | 26 dicembre 2005  | Mount Lemmon Survey                |
| 630520 | 2005 YK242               | 30 dicembre 2005  | Spacewatch                         |
| 630521 | 2005 YU245               | 30 dicembre 2005  | Spacewatch                         |
| 630522 | 2005 YY249               | 2 dicembre 2005   | Mount Lemmon Survey                |
| 630523 | 2005 YE259               | 24 settembre 1998 | Spacewatch                         |
| 630524 | 2005 YY260               | 24 dicembre 2005  | Spacewatch                         |
| 630525 | 2005 YO268               | 25 dicembre 2005  | Spacewatch                         |
| 630526 | 2005 YK271               | 28 dicembre 2005  | Spacewatch                         |
| 630527 | 2005 YR272               | 30 dicembre 2005  | Spacewatch                         |
| 630528 | 2005 YR277               | 25 dicembre 2005  | Spacewatch                         |
| 630529 | 2005 YU282               | 25 novembre 2005  | Spacewatch                         |
| 630530 | 2005 YY291               | 28 dicembre 2005  | Mount Lemmon Survey                |
| 630531 | 2005 YR294               | 26 ottobre 2011   | Pan-STARRS                         |
| 630532 | 2005 YX294               | 16 novembre 2017  | Mount Lemmon Survey                |
| 630533 | 2006 AZ1                 | 2 gennaio 2006    | Mount Lemmon Survey                |
| 630534 | 2006 AF9                 | 4 gennaio 2006    | Spacewatch                         |
| 630535 | 2006 AS12                | 4 gennaio 2006    | Mount Lemmon Survey                |
| 630536 | 2006 AP16                | 27 dicembre 2005  | Spacewatch                         |
| 630537 | 2006 AM19                | 4 gennaio 2006    | Mount Lemmon Survey                |
| 630538 | 2006 AX22                | 4 gennaio 2006    | Spacewatch                         |
| 630539 | 2006 AJ30                | 2 gennaio 2006    | Mount Lemmon Survey                |
| 630540 | 2006 AP31                | 30 dicembre 2005  | Spacewatch                         |
| 630541 | 2006 AE45                | 6 gennaio 2006    | CSS                                |
| 630542 | 2006 AV46                | 1 dicembre 2005   | Mount Lemmon Survey                |
| 630543 | 2006 AT51                | 5 gennaio 2006    | Spacewatch                         |
| 630544 | 2006 AC60                | 25 dicembre 2005  | Mount Lemmon Survey                |
| 630545 | 2006 AT60                | 5 gennaio 2006    | Spacewatch                         |
| 630546 | 2006 AD77                | 25 dicembre 2005  | Spacewatch                         |
| 630547 | 2006 AF88                | 5 gennaio 2006    | Spacewatch                         |
| 630548 | 2006 AH93                | 7 gennaio 2006    | Spacewatch                         |
| 630549 | 2006 AG105               | 28 ottobre 2005   | Mount Lemmon Survey                |
| 630550 | 2006 AP107               | 30 novembre 2005  | Spacewatch                         |
| 630551 | 2006 AD109               | 13 febbraio 2011  | Mount Lemmon Survey                |
| 630552 | 2006 AY110               | 30 gennaio 2011   | Mount Lemmon Survey                |
| 630553 | 2006 AT113               | 7 gennaio 2006    | Spacewatch                         |
| 630554 | 2006 BO3                 | 21 gennaio 2006   | Spacewatch                         |
| 630555 | 2006 BZ4                 | 21 gennaio 2006   | Spacewatch                         |
| 630556 | 2006 BB7                 | 5 dicembre 2005   | Mount Lemmon Survey                |
| 630557 | 2006 BZ11                | 21 gennaio 2006   | Spacewatch                         |
| 630558 | 2006 BP14                | 22 gennaio 2006   | Mount Lemmon Survey                |
| 630559 | 2006 BY14                | 22 gennaio 2006   | Mount Lemmon Survey                |
| 630560 | 2006 BX28                | 7 gennaio 2006    | Spacewatch                         |
| 630561 | 2006 BA30                | 18 gennaio 2006   | CSS                                |
| 630562 | 2006 BS37                | 23 gennaio 2006   | Mount Lemmon Survey                |
| 630563 | 2006 BE49                | 7 gennaio 2006    | Spacewatch                         |
| 630564 | 2006 BZ70                | 23 gennaio 2006   | Spacewatch                         |
| 630565 | 2006 BR74                | 14 dicembre 1995  | Spacewatch                         |
| 630566 | 2006 BX102               | 23 gennaio 2006   | Mount Lemmon Survey                |
| 630567 | 2006 BN125               | 26 gennaio 2006   | Spacewatch                         |
| 630568 | 2006 BD129               | 31 marzo 2003     | Spacewatch                         |
| 630569 | 2006 BN140               | 22 gennaio 2006   | Mount Lemmon Survey                |
| 630570 | 2006 BJ141               | 25 gennaio 2006   | Spacewatch                         |
| 630571 | 2006 BK156               | 25 gennaio 2006   | Spacewatch                         |
| 630572 | 2006 BL162               | 7 ottobre 2005    | Osservatorio di Mauna Kea          |
| 630573 | 2006 BB183               | 27 gennaio 2006   | Mount Lemmon Survey                |
| 630574 | 2006 BG185               | 28 gennaio 2006   | Mount Lemmon Survey                |
| 630575 | 2006 BZ196               | 30 gennaio 2006   | Spacewatch                         |
| 630576 | 2006 BB205               | 31 gennaio 2006   | Spacewatch                         |
| 630577 | 2006 BY211               | 7 gennaio 2006    | Mount Lemmon Survey                |
| 630578 | 2006 BW215               | 25 gennaio 2006   | CSS                                |
| 630579 | 2006 BM226               | 30 gennaio 2006   | Spacewatch                         |
| 630580 | 2006 BA234               | 31 gennaio 2006   | Spacewatch                         |
| 630581 | 2006 BQ234               | 10 gennaio 2006   | Mount Lemmon Survey                |
| 630582 | 2006 BP236               | 23 gennaio 2006   | Spacewatch                         |
| 630583 | 2006 BO241               | 24 ottobre 2005   | Osservatorio di Mauna Kea          |
| 630584 | 2006 BO248               | 31 gennaio 2006   | Spacewatch                         |
| 630585 | 2006 BB251               | 31 gennaio 2006   | Mount Lemmon Survey                |
| 630586 | 2006 BE253               | 31 gennaio 2006   | Spacewatch                         |
| 630587 | 2006 BY253               | 7 novembre 2005   | Osservatorio di Mauna Kea          |
| 630588 | 2006 BU262               | 31 gennaio 2006   | Spacewatch                         |
| 630589 | 2006 BF280               | 26 gennaio 2006   | Mount Lemmon Survey                |
| 630590 | 2006 BX286               | 30 gennaio 2006   | Spacewatch                         |
| 630591 | 2006 BY286               | 22 novembre 2009  | Mount Lemmon Survey                |
| 630592 | 2006 BJ295               | 13 aprile 2018    | Pan-STARRS                         |
| 630593 | 2006 BA297               | 30 gennaio 2006   | Spacewatch                         |
| 630594 | 2006 BC297               | 26 gennaio 2006   | Spacewatch                         |
| 630595 | 2006 BN297               | 26 gennaio 2006   | Mount Lemmon Survey                |
| 630596 | 2006 CD5                 | 4 marzo 2002      | Osservatorio astrofisico di Asiago |
| 630597 | 2006 CY11                | 1 febbraio 2006   | Spacewatch                         |
| 630598 | 2006 CY23                | 2 febbraio 2006   | Spacewatch                         |
| 630599 | 2006 CJ28                | 2 febbraio 2006   | Spacewatch                         |
| 630600 | 2006 CW31                | 2 febbraio 2006   | Spacewatch                         |

## 630601–630700
| Nome   | Designazione provvisoria | Data di scoperta  | Scopritore                 |
| ------ | ------------------------ | ----------------- | -------------------------- |
| 630601 | 2006 CE53                | 4 febbraio 2006   | Spacewatch                 |
| 630602 | 2006 CL53                | 24 dicembre 2005  | Spacewatch                 |
| 630603 | 2006 CJ66                | 5 dicembre 2005   | Mount Lemmon Survey        |
| 630604 | 2006 CO79                | 22 novembre 2009  | Spacewatch                 |
| 630605 | 2006 CV81                | 1 febbraio 2006   | Spacewatch                 |
| 630606 | 2006 CU86                | 7 ottobre 2005    | Osservatorio di Mauna Kea  |
| 630607 | 2006 CB87                | 27 novembre 2014  | Pan-STARRS                 |
| 630608 | 2006 DN5                 | 28 gennaio 2006   | Mount Lemmon Survey        |
| 630609 | 2006 DC18                | 20 febbraio 2006  | Spacewatch                 |
| 630610 | 2006 DF20                | 8 luglio 2003     | NEAT                       |
| 630611 | 2006 DX53                | 30 gennaio 2006   | Spacewatch                 |
| 630612 | 2006 DS56                | 23 gennaio 2006   | Spacewatch                 |
| 630613 | 2006 DW58                | 18 settembre 2003 | Spacewatch                 |
| 630614 | 2006 DP72                | 20 marzo 2002     | Spacewatch                 |
| 630615 | 2006 DV80                | 24 febbraio 2006  | Spacewatch                 |
| 630616 | 2006 DM85                | 24 febbraio 2006  | Mount Lemmon Survey        |
| 630617 | 2006 DF99                | 20 febbraio 2006  | Spacewatch                 |
| 630618 | 2006 DR105               | 25 febbraio 2006  | Mount Lemmon Survey        |
| 630619 | 2006 DM106               | 25 febbraio 2006  | Mount Lemmon Survey        |
| 630620 | 2006 DN123               | 24 febbraio 2006  | Spacewatch                 |
| 630621 | 2006 DT129               | 25 febbraio 2006  | Spacewatch                 |
| 630622 | 2006 DW138               | 25 febbraio 2006  | Spacewatch                 |
| 630623 | 2006 DT139               | 25 febbraio 2006  | Spacewatch                 |
| 630624 | 2006 DM144               | 7 agosto 2008     | Spacewatch                 |
| 630625 | 2006 DF146               | 25 febbraio 2006  | Mount Lemmon Survey        |
| 630626 | 2006 DV148               | 25 febbraio 2006  | Spacewatch                 |
| 630627 | 2006 DA151               | 25 febbraio 2006  | Spacewatch                 |
| 630628 | 2006 DC159               | 20 novembre 2004  | Spacewatch                 |
| 630629 | 2006 DJ164               | 18 ottobre 2003   | Spacewatch                 |
| 630630 | 2006 DS165               | 27 febbraio 2006  | Spacewatch                 |
| 630631 | 2006 DF173               | 27 febbraio 2006  | Spacewatch                 |
| 630632 | 2006 DN173               | 27 febbraio 2006  | Spacewatch                 |
| 630633 | 2006 DB174               | 27 febbraio 2006  | Spacewatch                 |
| 630634 | 2006 DR180               | 22 settembre 2003 | Spacewatch                 |
| 630635 | 2006 DV188               | 20 agosto 2003    | CINEOS                     |
| 630636 | 2006 DY188               | 27 febbraio 2006  | Spacewatch                 |
| 630637 | 2006 DE195               | 24 ottobre 2005   | Osservatorio di Mauna Kea  |
| 630638 | 2006 DW222               | 9 settembre 2015  | Pan-STARRS                 |
| 630639 | 2006 EJ3                 | 2 marzo 2006      | Spacewatch                 |
| 630640 | 2006 EY5                 | 30 gennaio 2006   | Spacewatch                 |
| 630641 | 2006 EJ6                 | 1 dicembre 1994   | Spacewatch                 |
| 630642 | 2006 ES25                | 16 settembre 2003 | Spacewatch                 |
| 630643 | 2006 EM43                | 5 marzo 2006      | Mount Lemmon Survey        |
| 630644 | 2006 EB44                | 5 marzo 2006      | Mount Lemmon Survey        |
| 630645 | 2006 EU46                | 30 novembre 1999  | Spacewatch                 |
| 630646 | 2006 EL47                | 4 marzo 2006      | Spacewatch                 |
| 630647 | 2006 EV57                | 5 marzo 2006      | Spacewatch                 |
| 630648 | 2006 EP69                | 3 marzo 2006      | Spacewatch                 |
| 630649 | 2006 EO75                | 8 luglio 2003     | NEAT                       |
| 630650 | 2006 EO76                | 4 marzo 2011      | Mount Lemmon Survey        |
| 630651 | 2006 EW76                | 4 marzo 2006      | Mount Lemmon Survey        |
| 630652 | 2006 ET78                | 30 luglio 2008    | Mount Lemmon Survey        |
| 630653 | 2006 EF81                | 18 novembre 2009  | Spacewatch                 |
| 630654 | 2006 FL5                 | 16 settembre 2003 | Spacewatch                 |
| 630655 | 2006 FW7                 | 23 marzo 2006     | Spacewatch                 |
| 630656 | 2006 FT22                | 24 marzo 2006     | Mount Lemmon Survey        |
| 630657 | 2006 FD26                | 24 marzo 2006     | Mount Lemmon Survey        |
| 630658 | 2006 FY27                | 24 marzo 2006     | Mount Lemmon Survey        |
| 630659 | 2006 FG32                | 22 febbraio 2006  | Mount Lemmon Survey        |
| 630660 | 2006 FR38                | 4 marzo 2006      | Mount Lemmon Survey        |
| 630661 | 2006 FJ58                | 23 marzo 2006     | Spacewatch                 |
| 630662 | 2006 FO58                | 10 febbraio 1996  | Spacewatch                 |
| 630663 | 2006 FP58                | 23 marzo 2006     | Spacewatch                 |
| 630664 | 2006 GH11                | 21 luglio 2002    | NEAT                       |
| 630665 | 2006 GN11                | 24 ottobre 2003   | Spacewatch                 |
| 630666 | 2006 GK16                | 2 aprile 2006     | Spacewatch                 |
| 630667 | 2006 GM19                | 2 aprile 2006     | Spacewatch                 |
| 630668 | 2006 GX43                | 2 aprile 2006     | Spacewatch                 |
| 630669 | 2006 GX55                | 16 ottobre 2007   | Mount Lemmon Survey        |
| 630670 | 2006 HS15                | 2 dicembre 2005   | L. H. Wasserman, R. Millis |
| 630671 | 2006 HK16                | 20 aprile 2006    | Spacewatch                 |
| 630672 | 2006 HD20                | 19 aprile 2006    | Mount Lemmon Survey        |
| 630673 | 2006 HY58                | 3 ottobre 2002    | CINEOS                     |
| 630674 | 2006 HJ59                | 21 aprile 2006    | SSS                        |
| 630675 | 2006 HM75                | 25 aprile 2006    | Spacewatch                 |
| 630676 | 2006 HB77                | 25 aprile 2006    | Spacewatch                 |
| 630677 | 2006 HT98                | 30 aprile 2006    | Spacewatch                 |
| 630678 | 2006 HF100               | 21 settembre 2003 | Spacewatch                 |
| 630679 | 2006 HN106               | 30 aprile 2006    | Spacewatch                 |
| 630680 | 2006 HV107               | 3 settembre 2000  | Spacewatch                 |
| 630681 | 2006 HD118               | 5 marzo 2006      | Spacewatch                 |
| 630682 | 2006 HY149               | 8 ottobre 2002    | Spacewatch                 |
| 630683 | 2006 HM155               | 23 settembre 2008 | Spacewatch                 |
| 630684 | 2006 HQ157               | 18 settembre 2014 | Pan-STARRS                 |
| 630685 | 2006 JK6                 | 2 maggio 2006     | Mount Lemmon Survey        |
| 630686 | 2006 JV8                 | 1 maggio 2006     | Spacewatch                 |
| 630687 | 2006 JZ15                | 2 maggio 2006     | Mount Lemmon Survey        |
| 630688 | 2006 JF18                | 2 maggio 2006     | Mount Lemmon Survey        |
| 630689 | 2006 JC38                | 5 maggio 2006     | Mount Lemmon Survey        |
| 630690 | 2006 JP51                | 3 maggio 2006     | Spacewatch                 |
| 630691 | 2006 JN52                | 29 ottobre 2003   | Spacewatch                 |
| 630692 | 2006 JA57                | 10 maggio 2006    | NEAT                       |
| 630693 | 2006 JH61                | 25 marzo 2006     | Spacewatch                 |
| 630694 | 2006 JQ67                | 20 dicembre 2004  | Mount Lemmon Survey        |
| 630695 | 2006 JU76                | 3 maggio 2006     | Mount Lemmon Survey        |
| 630696 | 2006 JE84                | 16 gennaio 2015   | Pan-STARRS                 |
| 630697 | 2006 JU84                | 4 maggio 2006     | SSS                        |
| 630698 | 2006 JE85                | 11 ottobre 2007   | Spacewatch                 |
| 630699 | 2006 JG85                | 7 maggio 2006     | Mount Lemmon Survey        |
| 630700 | 2006 JY85                | 1 novembre 2008   | Mount Lemmon Survey        |

## 630701–630800
| Nome   | Designazione provvisoria | Data di scoperta  | Scopritore                |
| ------ | ------------------------ | ----------------- | ------------------------- |
| 630701 | 2006 JL88                | 1 maggio 2006     | Spacewatch                |
| 630702 | 2006 KY5                 | 13 febbraio 2005  | A. Boattini               |
| 630703 | 2006 KA11                | 24 ottobre 2003   | Spacewatch                |
| 630704 | 2006 KF18                | 21 maggio 2006    | Spacewatch                |
| 630705 | 2006 KB21                | 20 maggio 2006    | Spacewatch                |
| 630706 | 2006 KU29                | 20 maggio 2006    | Spacewatch                |
| 630707 | 2006 KZ43                | 21 maggio 2006    | Spacewatch                |
| 630708 | 2006 KF54                | 21 maggio 2006    | Spacewatch                |
| 630709 | 2006 KX55                | 21 maggio 2006    | Spacewatch                |
| 630710 | 2006 KR58                | 22 maggio 2006    | Spacewatch                |
| 630711 | 2006 KS59                | 22 maggio 2006    | Spacewatch                |
| 630712 | 2006 KS60                | 22 maggio 2006    | Spacewatch                |
| 630713 | 2006 KJ68                | 20 maggio 2006    | Mount Lemmon Survey       |
| 630714 | 2006 KA70                | 22 maggio 2006    | Spacewatch                |
| 630715 | 2006 KC72                | 22 maggio 2006    | Spacewatch                |
| 630716 | 2006 KS79                | 25 maggio 2006    | Mount Lemmon Survey       |
| 630717 | 2006 KJ82                | 25 maggio 2006    | Mount Lemmon Survey       |
| 630718 | 2006 KU97                | 26 maggio 2006    | Spacewatch                |
| 630719 | 2006 KN100               | 18 maggio 2006    | NEAT                      |
| 630720 | 2006 KB104               | 25 maggio 2006    | Mount Lemmon Survey       |
| 630721 | 2006 KY106               | 9 maggio 2006     | Mount Lemmon Survey       |
| 630722 | 2006 KA111               | 29 dicembre 2011  | Spacewatch                |
| 630723 | 2006 KJ123               | 25 maggio 2006    | Spacewatch                |
| 630724 | 2006 KO136               | 23 maggio 2006    | Mount Lemmon Survey       |
| 630725 | 2006 KV136               | 25 maggio 2006    | Osservatorio di Mauna Kea |
| 630726 | 2006 KG137               | 23 maggio 2006    | Mount Lemmon Survey       |
| 630727 | 2006 KH137               | 22 ottobre 2003   | Spacewatch                |
| 630728 | 2006 KQ138               | 26 settembre 2003 | SDSS Collaboration        |
| 630729 | 2006 KQ144               | 24 maggio 2006    | LONEOS                    |
| 630730 | 2006 KF146               | 30 maggio 2006    | Mount Lemmon Survey       |
| 630731 | 2006 KG147               | 12 gennaio 2016   | Pan-STARRS                |
| 630732 | 2006 KH147               | 25 maggio 2006    | Spacewatch                |
| 630733 | 2006 KY147               | 9 novembre 2013   | Mount Lemmon Survey       |
| 630734 | 2006 KE150               | 30 ottobre 2017   | Pan-STARRS                |
| 630735 | 2006 KJ150               | 26 maggio 2011    | Mount Lemmon Survey       |
| 630736 | 2006 KS150               | 12 agosto 2015    | R. Holmes                 |
| 630737 | 2006 KT150               | 5 gennaio 2016    | Pan-STARRS                |
| 630738 | 2006 KA151               | 14 luglio 2013    | Pan-STARRS                |
| 630739 | 2006 KT153               | 1 marzo 2009      | Spacewatch                |
| 630740 | 2006 KA156               | 24 luglio 2017    | Pan-STARRS                |
| 630741 | 2006 LS6                 | 13 aprile 2001    | Spacewatch                |
| 630742 | 2006 LD8                 | 3 febbraio 2012   | Pan-STARRS                |
| 630743 | 2006 LR8                 | 12 settembre 2013 | Mount Lemmon Survey       |
| 630744 | 2006 MH1                 | 17 giugno 2006    | Spacewatch                |
| 630745 | 2006 MM7                 | 3 luglio 1995     | Spacewatch                |
| 630746 | 2006 MP15                | 10 settembre 2007 | Spacewatch                |
| 630747 | 2006 MU15                | 15 aprile 2010    | Spacewatch                |
| 630748 | 2006 MV15                | 15 aprile 2010    | Spacewatch                |
| 630749 | 2006 OD                  | 16 luglio 2006    | W. Ries                   |
| 630750 | 2006 OD3                 | 19 luglio 2006    | Osservatorio Lulin        |
| 630751 | 2006 OT5                 | 23 luglio 2006    | R. Ferrando, M. Ferrando  |
| 630752 | 2006 OC11                | 20 luglio 2006    | NEAT                      |
| 630753 | 2006 OE18                | 16 luglio 2002    | NEAT                      |
| 630754 | 2006 OQ23                | 25 agosto 2001    | Spacewatch                |
| 630755 | 2006 OX26                | 19 luglio 2006    | Osservatorio di Mauna Kea |
| 630756 | 2006 OL27                | 12 ottobre 2007   | Mount Lemmon Survey       |
| 630757 | 2006 OU27                | 3 dicembre 2007   | Spacewatch                |
| 630758 | 2006 OY27                | 17 novembre 2007  | Mount Lemmon Survey       |
| 630759 | 2006 OK31                | 16 febbraio 2004  | Spacewatch                |
| 630760 | 2006 OL32                | 4 dicembre 2002   | Kitt Peak Obs.            |
| 630761 | 2006 OA33                | 10 marzo 2005     | Mount Lemmon Survey       |
| 630762 | 2006 OF36                | 28 febbraio 2009  | Mount Lemmon Survey       |
| 630763 | 2006 OT37                | 16 gennaio 2009   | Mount Lemmon Survey       |
| 630764 | 2006 PY1                 | 26 luglio 2006    | NEAT                      |
| 630765 | 2006 PR6                 | 12 agosto 2006    | NEAT                      |
| 630766 | 2006 PM7                 | 12 agosto 2006    | NEAT                      |
| 630767 | 2006 PV7                 | 18 luglio 2006    | SSS                       |
| 630768 | 2006 PR8                 | 13 agosto 2006    | NEAT                      |
| 630769 | 2006 PA11                | 13 agosto 2006    | NEAT                      |
| 630770 | 2006 PJ15                | 19 agosto 2006    | Spacewatch                |
| 630771 | 2006 PJ17                | 18 agosto 2006    | Spacewatch                |
| 630772 | 2006 PK17                | 15 agosto 2006    | Osservatorio Lulin        |
| 630773 | 2006 PR21                | 29 settembre 2001 | NEAT                      |
| 630774 | 2006 PB26                | 13 agosto 2006    | NEAT                      |
| 630775 | 2006 PY30                | 16 aprile 2005    | Spacewatch                |
| 630776 | 2006 PC31                | 13 agosto 2006    | NEAT                      |
| 630777 | 2006 PH31                | 13 agosto 2006    | NEAT                      |
| 630778 | 2006 PA37                | 30 luglio 2006    | Osservatorio Lulin        |
| 630779 | 2006 PD37                | 25 luglio 2006    | NEAT                      |
| 630780 | 2006 PX39                | 17 agosto 2006    | NEAT                      |
| 630781 | 2006 PF42                | 28 agosto 2006    | SSS                       |
| 630782 | 2006 PJ44                | 27 luglio 2017    | Pan-STARRS                |
| 630783 | 2006 QB                  | 10 agosto 2006    | NEAT                      |
| 630784 | 2006 QW                  | 25 luglio 2006    | NEAT                      |
| 630785 | 2006 QS6                 | 17 agosto 2006    | NEAT                      |
| 630786 | 2006 QO8                 | 19 agosto 2006    | Spacewatch                |
| 630787 | 2006 QW12                | 16 agosto 2006    | SSS                       |
| 630788 | 2006 QJ15                | 16 ottobre 1998   | Spacewatch                |
| 630789 | 2006 QU15                | 17 agosto 2006    | NEAT                      |
| 630790 | 2006 QC19                | 17 agosto 2006    | NEAT                      |
| 630791 | 2006 QL20                | 20 luglio 2006    | NEAT                      |
| 630792 | 2006 QC22                | 9 maggio 2005     | Spacewatch                |
| 630793 | 2006 QZ23                | 19 agosto 2006    | LONEOS                    |
| 630794 | 2006 QG26                | 19 agosto 2006    | NEAT                      |
| 630795 | 2006 QC35                | 17 agosto 2006    | NEAT                      |
| 630796 | 2006 QX37                | 16 agosto 2006    | SSS                       |
| 630797 | 2006 QY37                | 16 agosto 2006    | SSS                       |
| 630798 | 2006 QN40                | 22 agosto 2006    | NEAT                      |
| 630799 | 2006 QQ41                | 17 agosto 2006    | NEAT                      |
| 630800 | 2006 QS41                | 17 agosto 2006    | NEAT                      |

## 630801–630900
| Nome   | Designazione provvisoria | Data di scoperta  | Scopritore                |
| ------ | ------------------------ | ----------------- | ------------------------- |
| 630801 | 2006 QM42                | 17 agosto 2006    | NEAT                      |
| 630802 | 2006 QC48                | 21 agosto 2006    | Spacewatch                |
| 630803 | 2006 QJ58                | 27 agosto 2006    | R. A. Tucker              |
| 630804 | 2006 QT67                | 21 agosto 2006    | Spacewatch                |
| 630805 | 2006 QW67                | 21 agosto 2006    | Spacewatch                |
| 630806 | 2006 QY75                | 21 agosto 2006    | Spacewatch                |
| 630807 | 2006 QN76                | 21 agosto 2006    | Spacewatch                |
| 630808 | 2006 QD77                | 13 ottobre 2002   | Spacewatch                |
| 630809 | 2006 QC81                | 24 agosto 2006    | NEAT                      |
| 630810 | 2006 QS85                | 27 agosto 2006    | Spacewatch                |
| 630811 | 2006 QY85                | 4 aprile 2003     | Spacewatch                |
| 630812 | 2006 QU86                | 27 agosto 2006    | Spacewatch                |
| 630813 | 2006 QL87                | 27 agosto 2006    | Spacewatch                |
| 630814 | 2006 QA94                | 17 agosto 2006    | NEAT                      |
| 630815 | 2006 QF96                | 15 ottobre 2002   | NEAT                      |
| 630816 | 2006 QG96                | 20 agosto 2006    | NEAT                      |
| 630817 | 2006 QB98                | 22 agosto 2006    | NEAT                      |
| 630818 | 2006 QY102               | 27 agosto 2006    | Spacewatch                |
| 630819 | 2006 QW103               | 27 agosto 2006    | Spacewatch                |
| 630820 | 2006 QW107               | 28 agosto 2006    | CSS                       |
| 630821 | 2006 QW109               | 28 agosto 2006    | Spacewatch                |
| 630822 | 2006 QO113               | 24 agosto 2006    | NEAT                      |
| 630823 | 2006 QX120               | 24 agosto 2006    | LINEAR                    |
| 630824 | 2006 QD121               | 17 ottobre 2003   | Spacewatch                |
| 630825 | 2006 QM126               | 23 agosto 2006    | NEAT                      |
| 630826 | 2006 QV126               | 28 agosto 2006    | Osservatorio Lulin        |
| 630827 | 2006 QT131               | 22 agosto 2006    | NEAT                      |
| 630828 | 2006 QF132               | 22 agosto 2006    | NEAT                      |
| 630829 | 2006 QN138               | 23 ottobre 2003   | SDSS Collaboration        |
| 630830 | 2006 QY147               | 18 agosto 2006    | Spacewatch                |
| 630831 | 2006 QD148               | 10 maggio 2005    | Spacewatch                |
| 630832 | 2006 QL157               | 19 agosto 2006    | Spacewatch                |
| 630833 | 2006 QQ178               | 21 agosto 2006    | Spacewatch                |
| 630834 | 2006 QH182               | 30 settembre 2006 | Mount Lemmon Survey       |
| 630835 | 2006 QU184               | 21 agosto 2006    | Spacewatch                |
| 630836 | 2006 QZ188               | 25 novembre 2011  | Pan-STARRS                |
| 630837 | 2006 QP189               | 10 ottobre 2012   | Mount Lemmon Survey       |
| 630838 | 2006 QV191               | 18 marzo 2010     | Spacewatch                |
| 630839 | 2006 QU194               | 6 novembre 2015   | ESA OGS                   |
| 630840 | 2006 QG195               | 1 gennaio 2008    | Spacewatch                |
| 630841 | 2006 QF196               | 25 settembre 2012 | Mount Lemmon Survey       |
| 630842 | 2006 QG198               | 11 gennaio 2008   | Mount Lemmon Survey       |
| 630843 | 2006 QX201               | 25 luglio 2014    | Pan-STARRS                |
| 630844 | 2006 QT208               | 28 agosto 2006    | Spacewatch                |
| 630845 | 2006 RC                  | 25 luglio 1995    | Spacewatch                |
| 630846 | 2006 RG3                 | 14 settembre 2006 | Osservatorio di Mauna Kea |
| 630847 | 2006 RU7                 | 19 agosto 2006    | Spacewatch                |
| 630848 | 2006 RX9                 | 15 settembre 2006 | LINEAR                    |
| 630849 | 2006 RH10                | 14 settembre 2006 | CSS                       |
| 630850 | 2006 RJ10                | 15 settembre 2006 | Spacewatch                |
| 630851 | 2006 RK10                | 16 febbraio 2004  | Spacewatch                |
| 630852 | 2006 RF25                | 29 agosto 2006    | Spacewatch                |
| 630853 | 2006 RR27                | 29 agosto 2006    | Osservatorio Lulin        |
| 630854 | 2006 RJ28                | 29 agosto 2006    | CSS                       |
| 630855 | 2006 RT30                | 19 agosto 2006    | Spacewatch                |
| 630856 | 2006 RD47                | 14 settembre 2006 | Spacewatch                |
| 630857 | 2006 RS63                | 22 agosto 2006    | NEAT                      |
| 630858 | 2006 RU70                | 15 settembre 2006 | Spacewatch                |
| 630859 | 2006 RD114               | 11 gennaio 2008   | Mount Lemmon Survey       |
| 630860 | 2006 RG117               | 26 settembre 2006 | Spacewatch                |
| 630861 | 2006 RF123               | 14 settembre 2006 | CSS                       |
| 630862 | 2006 RR123               | 15 settembre 2006 | Spacewatch                |
| 630863 | 2006 RV124               | 14 settembre 2006 | Spacewatch                |
| 630864 | 2006 RM125               | 15 settembre 2006 | Spacewatch                |
| 630865 | 2006 RK126               | 15 settembre 2006 | Spacewatch                |
| 630866 | 2006 SP1                 | 16 settembre 2006 | Spacewatch                |
| 630867 | 2006 SR7                 | 18 settembre 2006 | Osservatorio Jarnac       |
| 630868 | 2006 SK10                | 16 settembre 2006 | Spacewatch                |
| 630869 | 2006 SN10                | 16 settembre 2006 | Spacewatch                |
| 630870 | 2006 SQ10                | 16 settembre 2006 | Spacewatch                |
| 630871 | 2006 SS17                | 17 settembre 2006 | Spacewatch                |
| 630872 | 2006 SX27                | 17 marzo 2004     | Spacewatch                |
| 630873 | 2006 SM38                | 18 settembre 2006 | Spacewatch                |
| 630874 | 2006 SA39                | 18 settembre 2006 | Spacewatch                |
| 630875 | 2006 SB39                | 18 settembre 2006 | CSS                       |
| 630876 | 2006 SP45                | 18 settembre 2006 | Spacewatch                |
| 630877 | 2006 SR49                | 27 marzo 2003     | Spacewatch                |
| 630878 | 2006 SQ56                | 1 dicembre 2003   | Spacewatch                |
| 630879 | 2006 SV57                | 17 settembre 2006 | Spacewatch                |
| 630880 | 2006 SF58                | 19 settembre 2006 | Spacewatch                |
| 630881 | 2006 SU80                | 18 settembre 2006 | Spacewatch                |
| 630882 | 2006 SK82                | 18 settembre 2006 | Spacewatch                |
| 630883 | 2006 SN88                | 18 settembre 2006 | Spacewatch                |
| 630884 | 2006 SA104               | 19 settembre 2006 | Spacewatch                |
| 630885 | 2006 SK104               | 19 settembre 2006 | Spacewatch                |
| 630886 | 2006 SY114               | 24 settembre 2006 | Spacewatch                |
| 630887 | 2006 SZ121               | 18 settembre 2001 | Spacewatch                |
| 630888 | 2006 SY137               | 21 novembre 2003  | Spacewatch                |
| 630889 | 2006 SF142               | 19 settembre 2006 | Spacewatch                |
| 630890 | 2006 SD143               | 19 settembre 2006 | Spacewatch                |
| 630891 | 2006 SU143               | 19 settembre 2006 | Spacewatch                |
| 630892 | 2006 SL145               | 19 settembre 2006 | Spacewatch                |
| 630893 | 2006 SP147               | 19 settembre 2006 | Spacewatch                |
| 630894 | 2006 SG153               | 20 settembre 2006 | Spacewatch                |
| 630895 | 2006 SK156               | 15 settembre 2006 | Spacewatch                |
| 630896 | 2006 SV158               | 19 settembre 2006 | Spacewatch                |
| 630897 | 2006 SB162               | 24 settembre 2006 | Spacewatch                |
| 630898 | 2006 SX164               | 21 agosto 2006    | Spacewatch                |
| 630899 | 2006 SJ165               | 17 settembre 2006 | CSS                       |
| 630900 | 2006 SR172               | 25 settembre 2006 | Spacewatch                |

## 630901–631000
| Nome   | Designazione provvisoria | Data di scoperta  | Scopritore                                        |
| ------ | ------------------------ | ----------------- | ------------------------------------------------- |
| 630901 | 2006 SH174               | 25 settembre 2006 | LINEAR                                            |
| 630902 | 2006 SU175               | 28 agosto 2006    | Spacewatch                                        |
| 630903 | 2006 SH176               | 15 settembre 2006 | Spacewatch                                        |
| 630904 | 2006 SG183               | 25 settembre 2006 | Mount Lemmon Survey                               |
| 630905 | 2006 SS186               | 25 settembre 2006 | Mount Lemmon Survey                               |
| 630906 | 2006 SO188               | 26 settembre 2006 | Spacewatch                                        |
| 630907 | 2006 SB191               | 19 settembre 2006 | Spacewatch                                        |
| 630908 | 2006 SO191               | 26 settembre 2006 | Mount Lemmon Survey                               |
| 630909 | 2006 SS192               | 26 settembre 2006 | Mount Lemmon Survey                               |
| 630910 | 2006 ST202               | 17 settembre 2006 | Spacewatch                                        |
| 630911 | 2006 SR203               | 25 settembre 2006 | Spacewatch                                        |
| 630912 | 2006 SV212               | 19 settembre 2006 | CSS                                               |
| 630913 | 2006 SU215               | 11 aprile 1996    | Spacewatch                                        |
| 630914 | 2006 SQ220               | 25 settembre 2006 | Spacewatch                                        |
| 630915 | 2006 SD222               | 25 settembre 2006 | Mount Lemmon Survey                               |
| 630916 | 2006 SV223               | 25 settembre 2006 | Mount Lemmon Survey                               |
| 630917 | 2006 SO224               | 19 agosto 2006    | Spacewatch                                        |
| 630918 | 2006 SQ224               | 30 agosto 2006    | LONEOS                                            |
| 630919 | 2006 SP232               | 18 settembre 2006 | Spacewatch                                        |
| 630920 | 2006 SW232               | 26 settembre 2006 | Spacewatch                                        |
| 630921 | 2006 SL237               | 14 marzo 2004     | Spacewatch                                        |
| 630922 | 2006 SZ241               | 26 settembre 2006 | Mount Lemmon Survey                               |
| 630923 | 2006 SM243               | 18 settembre 2006 | Spacewatch                                        |
| 630924 | 2006 SS246               | 15 settembre 2006 | Spacewatch                                        |
| 630925 | 2006 SL253               | 26 settembre 2006 | Mount Lemmon Survey                               |
| 630926 | 2006 SZ255               | 26 settembre 2006 | Spacewatch                                        |
| 630927 | 2006 SJ265               | 26 settembre 2006 | Spacewatch                                        |
| 630928 | 2006 SN265               | 26 settembre 2006 | Spacewatch                                        |
| 630929 | 2006 SK266               | 26 settembre 2006 | Spacewatch                                        |
| 630930 | 2006 SR266               | 26 settembre 2006 | Spacewatch                                        |
| 630931 | 2006 SF273               | 17 settembre 2006 | Spacewatch                                        |
| 630932 | 2006 SY275               | 29 agosto 2006    | Spacewatch                                        |
| 630933 | 2006 SQ277               | 28 settembre 2006 | Spacewatch                                        |
| 630934 | 2006 SH281               | 26 settembre 2006 | K. Černis, J. Zdanavičius                         |
| 630935 | 2006 SV286               | 22 settembre 2006 | Osservatorio astronomico della Montagna pistoiese |
| 630936 | 2006 ST288               | 26 settembre 2006 | CSS                                               |
| 630937 | 2006 SX288               | 26 settembre 2006 | CSS                                               |
| 630938 | 2006 SQ289               | 12 novembre 2001  | SDSS Collaboration                                |
| 630939 | 2006 SL292               | 25 settembre 2006 | Spacewatch                                        |
| 630940 | 2006 SW293               | 25 settembre 2006 | Spacewatch                                        |
| 630941 | 2006 SZ298               | 26 settembre 2006 | Spacewatch                                        |
| 630942 | 2006 SW305               | 27 settembre 2006 | Spacewatch                                        |
| 630943 | 2006 SM307               | 27 settembre 2006 | Spacewatch                                        |
| 630944 | 2006 SE309               | 17 settembre 2006 | Spacewatch                                        |
| 630945 | 2006 SO309               | 27 settembre 2006 | Spacewatch                                        |
| 630946 | 2006 SH311               | 17 settembre 2006 | Spacewatch                                        |
| 630947 | 2006 SJ311               | 27 settembre 2006 | Spacewatch                                        |
| 630948 | 2006 SC318               | 17 settembre 2006 | Spacewatch                                        |
| 630949 | 2006 SG318               | 17 settembre 2006 | Spacewatch                                        |
| 630950 | 2006 SQ322               | 17 settembre 2006 | Spacewatch                                        |
| 630951 | 2006 SS337               | 28 settembre 2006 | Spacewatch                                        |
| 630952 | 2006 SH344               | 28 settembre 2006 | Spacewatch                                        |
| 630953 | 2006 SJ344               | 28 settembre 2006 | Spacewatch                                        |
| 630954 | 2006 SK344               | 28 settembre 2006 | Spacewatch                                        |
| 630955 | 2006 SQ346               | 28 settembre 2006 | Spacewatch                                        |
| 630956 | 2006 SH351               | 30 settembre 2006 | CSS                                               |
| 630957 | 2006 SD352               | 30 settembre 2006 | CSS                                               |
| 630958 | 2006 SH364               | 28 settembre 2006 | Mount Lemmon Survey                               |
| 630959 | 2006 ST376               | 11 settembre 2006 | SDSS Collaboration                                |
| 630960 | 2006 SH377               | 11 settembre 2006 | SDSS Collaboration                                |
| 630961 | 2006 SX379               | 22 settembre 2006 | SDSS Collaboration                                |
| 630962 | 2006 SQ381               | 2 ottobre 2006    | Mount Lemmon Survey                               |
| 630963 | 2006 SO385               | 29 settembre 2006 | SDSS Collaboration                                |
| 630964 | 2006 SD386               | 22 settembre 2006 | SDSS Collaboration                                |
| 630965 | 2006 SL387               | 17 settembre 2006 | SDSS Collaboration                                |
| 630966 | 2006 SR387               | 30 settembre 2006 | SDSS Collaboration                                |
| 630967 | 2006 SE388               | 28 agosto 2006    | SDSS Collaboration                                |
| 630968 | 2006 SX402               | 26 settembre 2006 | Mount Lemmon Survey                               |
| 630969 | 2006 SK410               | 17 settembre 2006 | Spacewatch                                        |
| 630970 | 2006 SV416               | 12 novembre 2007  | Mount Lemmon Survey                               |
| 630971 | 2006 SE417               | 24 dicembre 2016  | Mount Lemmon Survey                               |
| 630972 | 2006 SG417               | 20 febbraio 2015  | Pan-STARRS                                        |
| 630973 | 2006 SM420               | 29 giugno 2014    | Pan-STARRS                                        |
| 630974 | 2006 SP420               | 11 gennaio 2008   | Mount Lemmon Survey                               |
| 630975 | 2006 SQ421               | 17 maggio 2009    | Spacewatch                                        |
| 630976 | 2006 SH422               | 19 settembre 1993 | Spacewatch                                        |
| 630977 | 2006 SM423               | 27 settembre 2006 | CSS                                               |
| 630978 | 2006 SZ423               | 28 settembre 2006 | Mount Lemmon Survey                               |
| 630979 | 2006 SP424               | 30 settembre 2006 | Mount Lemmon Survey                               |
| 630980 | 2006 SV424               | 25 settembre 2006 | LONEOS                                            |
| 630981 | 2006 SA425               | 30 settembre 2006 | Mount Lemmon Survey                               |
| 630982 | 2006 SJ425               | 17 ottobre 2012   | Pan-STARRS                                        |
| 630983 | 2006 SP426               | 18 settembre 2006 | Spacewatch                                        |
| 630984 | 2006 SX426               | 30 settembre 2006 | Mount Lemmon Survey                               |
| 630985 | 2006 SY426               | 18 settembre 2006 | Spacewatch                                        |
| 630986 | 2006 SJ427               | 29 gennaio 2009   | Spacewatch                                        |
| 630987 | 2006 SC429               | 26 settembre 2006 | Mount Lemmon Survey                               |
| 630988 | 2006 SQ433               | 17 settembre 2006 | Spacewatch                                        |
| 630989 | 2006 SR433               | 28 settembre 2006 | Spacewatch                                        |
| 630990 | 2006 SN434               | 14 settembre 2012 | Spacewatch                                        |
| 630991 | 2006 SL435               | 26 luglio 2017    | Pan-STARRS                                        |
| 630992 | 2006 SU435               | 5 giugno 2018     | Pan-STARRS                                        |
| 630993 | 2006 SV439               | 21 luglio 2006    | Mount Lemmon Survey                               |
| 630994 | 2006 SN440               | 8 ottobre 2012    | Mount Lemmon Survey                               |
| 630995 | 2006 SA441               | 15 settembre 2017 | Pan-STARRS                                        |
| 630996 | 2006 SP442               | 19 settembre 2006 | Spacewatch                                        |
| 630997 | 2006 SR442               | 19 settembre 2006 | Spacewatch                                        |
| 630998 | 2006 SC443               | 12 agosto 2010    | Spacewatch                                        |
| 630999 | 2006 SC444               | 1 marzo 2009      | Mount Lemmon Survey                               |
| 631000 | 2006 SM444               | 1 febbraio 2009   | Spacewatch                                        |